# Civil Twilight
Civil Twilight es la banda de rock de Ciudad del Cabo, África del Sur, constituido por los hermanos Andrés y Steven McKeller, además de Richard Wouters, y Kevin Dailey. Ellos son firmados a Wind-up Records, y se han publicado tres álbumes de estudio -Su álbum debut homónimo, Civil Twilight (2010), Holy Weather (2012), y el tercer y reciente álbum Story of an Immigrant lanzado en 10 de juli de 2015.

## Historia

### Formación (2005-2008)
Civil Twilight pasó varios años en la práctica en las salas de la iglesia local y garajes antes de pasar a la escena del club local, donde se convirtieron en forma constante un acto muy respetado. Después de haber terminado sus estudios, los compañeros de banda y luego se trasladó a Los Ángeles en agosto de 2005; poco después, firmaron con el sello indie Uno octubre y coprodujeron su disco de debut, humano. El álbum llegó en 2007 y recibió un impulso adicional cuando varias canciones aparecieron en programas de televisión en horario estelar, incluyendo en One Tree Hill, House, Star-Crossed y Terminator: The Sarah Connor Chronicles. A medida que aumentaba su perfil, los músicos se trasladaron a Nashville.

### Civil Twilight(2009-2011)
Después de haber firmado ahora a Wind-up Records , el álbum iba a ser relanzado el 31 de marzo de 2009; Sin embargo, debido a problemas de programación que fue retrasado más tarde. Su primer álbum Civil Twilight fue lanzado en 6 de abril de 2010 con su primer sencillo "Letters from the Sky", alcanzó el número 5 en las listas de radio alternativas y se mantuvo en el Top 10 durante 6 meses del año, con más de 1000 vueltas en todo Texas, y desde Filadelfia a Seattle, vendiendo más de 200.000 copias.

### Holy Weather(2012-2014)
Su segundo álbum llamado Holy Weather fue lanzado en 26 de marzo de 2012. Kevin Dailey de Charlotte, Carolina del Norte, también se unió a la banda en esta época.

### Story of an Immigrant(2015-presente)
El 2 de marzo de 2015, la banda lanzó una nueva canción, titulada "Story of an Immigrant", y ha anunciado su nuevo álbum del mismo nombre. En un comunicado, la banda tiene esto que decir acerca de la nueva pista: "Este canción tanto lírica como musicalmente parecía determinará el curso de la nueva música que estábamos escribiendo. Fue la primera canción escrita para el nuevo registro en el que todos fuimos colectivamente, 'me gusta esto. Vamos a seguir adelante en esta dirección. " Creemos que musicalmente es muy natural vincula con nuestro pasado donde nos dirigimos y líricamente es en muchos aspectos la historia de nuestras vidas, nuestra banda, y nuestro viaje".

## Miembros
- Steven McKellar - bajo eléctrico , voz principal, teclados
- Andrew McKellar - guitarra
- Richard Wouters - tambores, percusión

## Discografía

### Álbumes de estudio
| Título                                                            | Detalles del álbum                                                                          | Posiciones en listas | Posiciones en listas | Posiciones en listas | Posiciones en listas |
| Título                                                            | Detalles del álbum                                                                          | US                   | US Alt.              | US Heat.             | US Rock              |
| ----------------------------------------------------------------- | ------------------------------------------------------------------------------------------- | -------------------- | -------------------- | -------------------- | -------------------- |
| Civil Twilight                                                    | - Publicación: 6 de abril de 2010 - Discográfica: Wind-up - Formatos: CD, descarga digital  | —                    | —                    | 16                   | —                    |
| Holy Weather                                                      | - Publicación: 26 de marzo de 2012 - Discográfica: Wind-up - Formatos: CD, descarga digital | 124                  | 20                   | 3                    | 31                   |
| Story of an Immigrant                                             | - Released: 10 de julio de 2015 - Discográfica: Wind-up - Formatos: CD, descarga digital    | —                    | —                    | 4                    | —                    |
| "—" significa que no entró en lista o no fue lanzado en ese país. |                                                                                             |                      |                      |                      |                      |

### Sencillos
| Título                                                            | Año  | Posición en las listas | Posición en las listas | Álbum                 |
| Título                                                            | Año  | US Alt.                | US Rock                | Álbum                 |
| ----------------------------------------------------------------- | ---- | ---------------------- | ---------------------- | --------------------- |
| "Quiet in My Town"                                                | 2009 | —                      | —                      | Civil Twilight        |
| "Letters from the Sky"                                            | 2009 | 7                      | 25                     | Civil Twilight        |
| "Soldier"                                                         | 2009 | —                      | —                      | Civil Twilight        |
| "Anybody Out There"                                               | 2010 | —                      | —                      | Civil Twilight        |
| "Next to Me"                                                      | 2011 | —                      | —                      | Civil Twilight        |
| "Fire Escape"                                                     | 2012 | 21                     | 44                     | Holy Weather          |
| "River"                                                           | 2012 | —                      | —                      | Holy Weather          |
| "Too Far Gone"                                                    | 2013 | —                      | —                      | N/A                   |
| "Story Of An Immigrant"                                           | 2015 | —                      | —                      | Story of an Immigrant |
| "Holy Dove"                                                       | 2015 | 38                     | —                      | Story of an Immigrant |
| "—" significa que no entró en lista o no fue lanzado en ese país. |      |                        |                        |                       |